# Gymnosporia bachmannii
Gymnosporia bachmannii es una especie de planta fanerógama perteneciente a la familia Celastraceae. Es un endemismo de Sudáfrica.  Está considerada en peligro de extinción por la pérdida de hábitat. 

## Distribución
Es originaria de Pondolandia en el sur de KwaZulu-Natal y la zona oriental de Transkei de la Provincia Oriental del Cabo.

## Ecología
Es un arbusto o rara vez un pequeño árbol disperso. Ocurre en afloramientos de piedra arenisca en las orillas rocosas y lechos de ríos y arroyos.

## Hábitat
Está presente en la mayoría de las áreas protegidas en la región y también en muchas de las áreas forestales demarcadas en el Transkei, que están protegidos de forma ineficaz y bajo amenaza de perder su hábitat a través del corte de leña y madera y el aumento de los asentamientos. Las actividades agrícolas aguas arriba también han causado la pérdida de hábitat a través de la sedimentación de los ríos.

## Taxonomía
Gymnosporia bachmannii  fue descrita por Ludwig Eduard Theodor Loesener y publicado en Botanische Jahrbücher für Systematik, Pflanzengeschichte und Pflanzengeographie 19: 232. 1894.